# اسکانیا سری ۳ (اتوبوس)
اسکانیا سری ۳ (به انگلیسی: Scania 3-series) یک مدل از اتوبوس‌های تولید شده شرکت اسکانیا است. این مدل در سال ۱۹۸۸ از رده خارج و سری چهارم اتوبوس‌های اسکانیا جایگزین آن شد.